# Savagnin

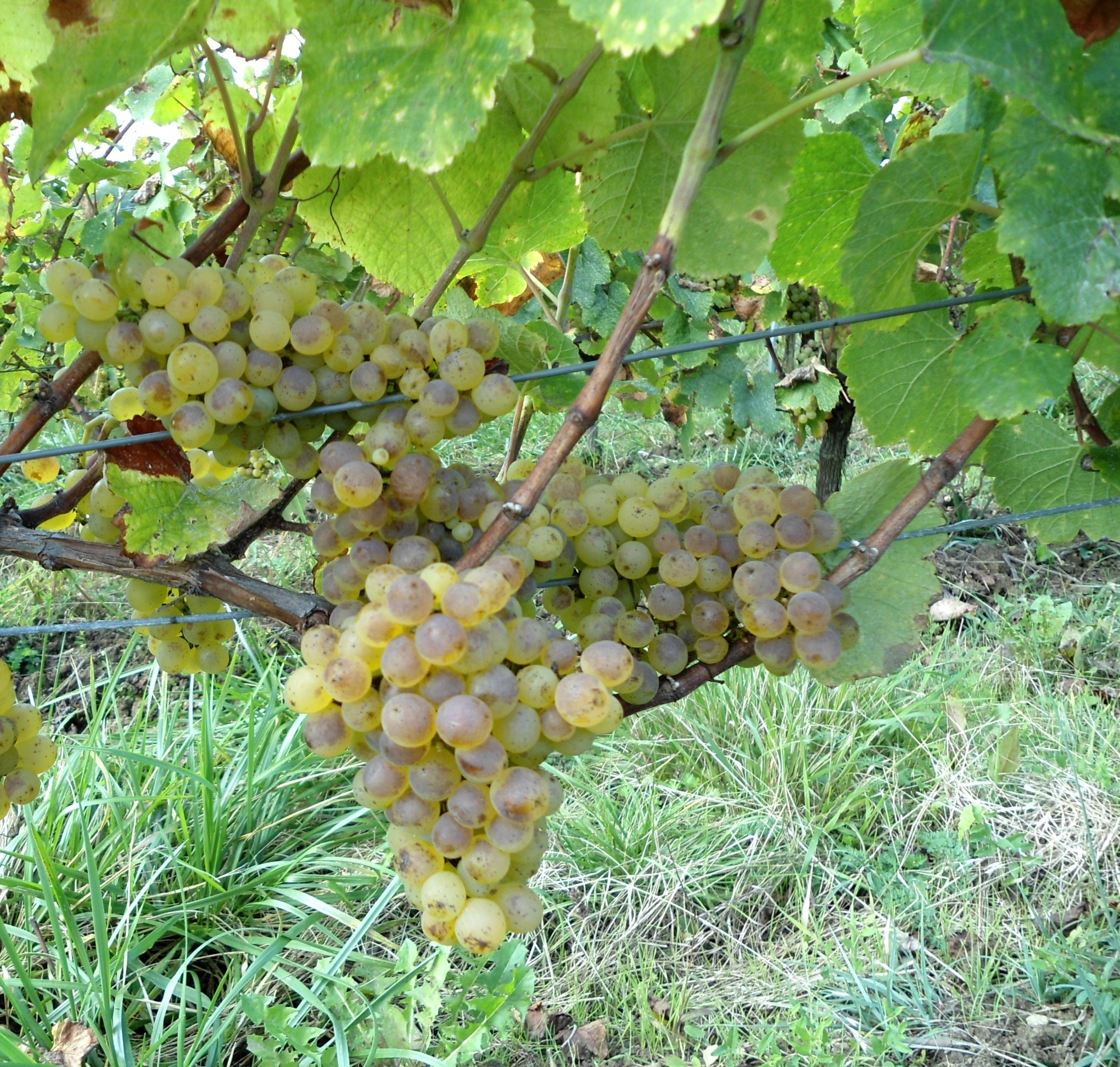
Racimos de savagnin blanc en su vid.

La savagnin o savagnin blanc es una variedad de uva blanca con uvas de hollejo verde. Se cultiva principalmente en la región vinícola del Jura, en Francia, donde se convierte en vino amarillo y en vino de paja. Tiene un definido gusto a nueces.

## Historia
La historia de savagnin es complicada, y no ayuda su genoma, bastante inestable. La historia empieza con la antigua variedad traminer, uva de piel verde documentada en el pueblo del Tirol meridional de Tramin desde alrededor del año 1000 hasta el siglo XVI. El famoso ampelógrafo Pierre Galet pensó que la traminer era idéntica a la savagnin blanc de piel verde del Jura. Más recientemente se ha sugerido que la savagnin blanc adquirió ligeras diferencias en la forma de las hojas y su contenido de geraniol cuando cruzó al otro lado de los Alpes.
La frankisch de Austria, la gringet de Saboya, la heida en Suiza, la formentin de Hungría y la grumin de Bohemia son muy parecidas a la savagnin blanc y, probablemente, son clones de la familia traminer, si no la misma traminer. La viognier del valle del Ródano puede ser un pariente algo más lejano de la savagnin blanc.
En algún momento, bien la traminer, bien la savagnin blanc, mutaron a una forma con bayas de piel rosa, llamada traminer tinta o savagnin rose. Galet creía que una mutación moscatel en la traminer tinta/savagnin rose llevó a la extra-aromática gewürztraminer, aunque en Alemania estos nombres son considerados sinónimos.
Con todos estos cambios genéticos ocurriendo en la región que ha sido la línea del frente de un milenio de guerras en Europa, no es sorprendente que las vides se hayan denominado erróneamente. Dado que el vino que se hace con gewürztraminer en Alemania es menos aromático que el de Alsacia, algunas de las vides alemanas puede que realmente se hayan identificado mal como savagnin rose. El viñedo de Durbach en Baden defiende su propio tipo de traminer tinta, llamada durbacher clevner (que no debe confundirse con la klevner, un sinónimo austriaco de la pinot blanc). Según la historia, en 1780 Carlos Federico de Baden trajo cepas desde Chiavenna, Italia, a medio camino entre Tramin y el Jura, que era conocido para los alemanes como Cleven.
La klevener de Heiligenstein o heiligensteiner klevener que se encontró alrededor de Heiligenstein en Alsacia puede representar un puesto de avanzada de las vides durbach. A menudo se las describe como una forma menos aromática de la gewürztraminer, lo que se asemeja bastante a la traminer tinta.
Las variedades aubin blanc y la uva de Champaña petit meslier son probablemente el resultado de un cruce entre gouais blanc y savagnin blanc.

## Regiones

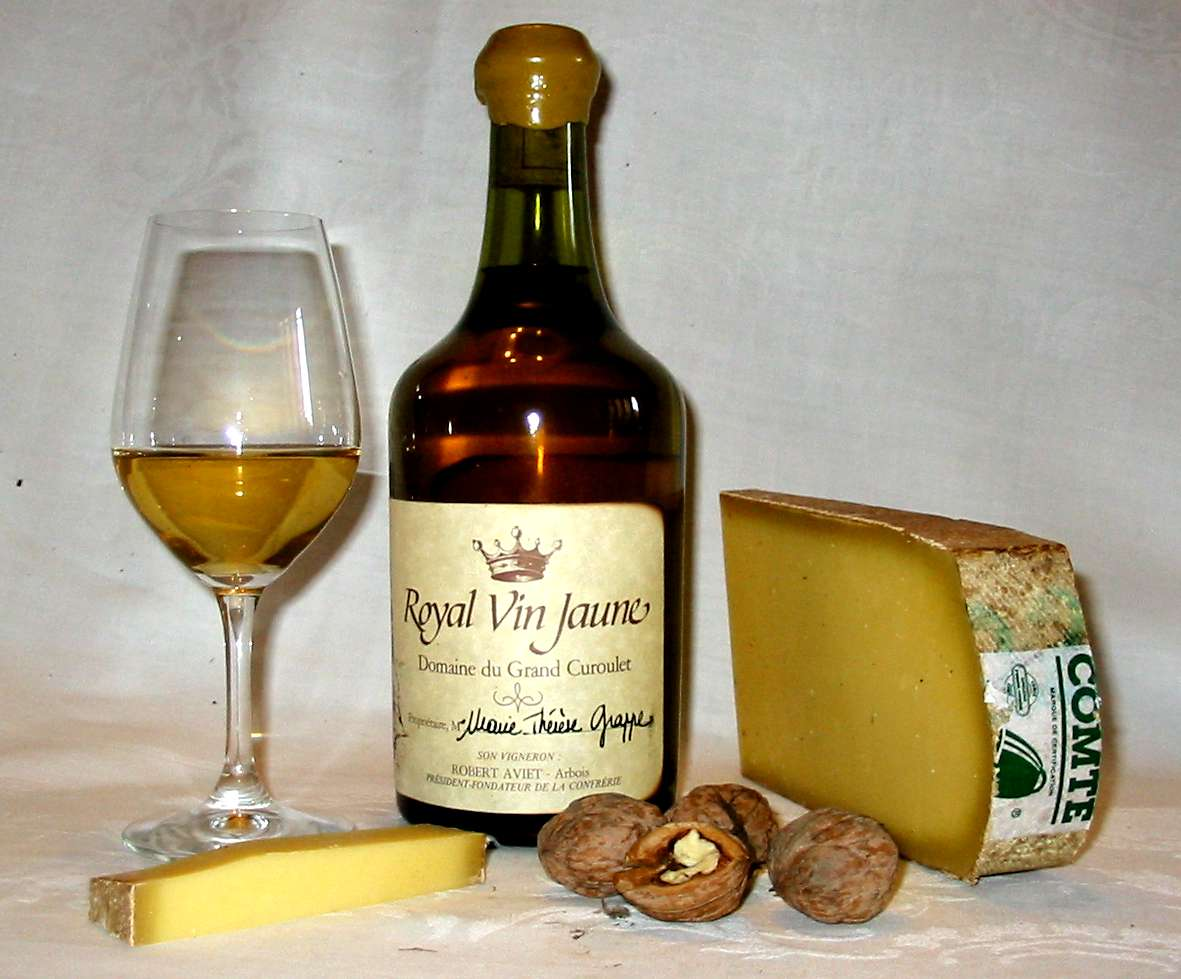
Vino amarillo (vin jaune).

### Francia
La savagnin blanc se cultiva sobre todo en el viñedo del Jura. Es famosa sobre todo por ser la única variedad permitida en los vinos amarillos de las AOC Château-Chalon y L'Étoile, elaborados de manera muy parecida al jerez fino, con una cubierta de flores. La savagnin se mezcla con la chardonnay para hacer un vino blanco seco convencional en las AOC L'Étoile y Côtes du Jura, el vino encabezado Macvin du Jura y un vino espumoso llamado Crémant du Jura
También se mezcla en el vino de paja de la AOC Côtes du Jura, un vino de postre hecho con uvas que se dejan secar sobre paja.
El gringet de Saboya es probablemente savagnin blanc; se usa para hacer vino espumoso y vino de mesa.

### Alemania
Como se ha mencionado antes, Durbach alberga la traminer tinta más conocida de Alemania, y gran parte de su llamada gewürztraminer puede bien ser una traminer tinta confundida.

### Suiza
No es sorprendente que los Alpes suizos tengan una uva parecida a la traminet, llamada heida, doncumentada por vez primera en 1586. El sinónimo païen ("pagano") o paën posiblemente alude a un origen antiguo, precristiano. Visperterminen, Valais, tiene algunos de los viñedos a mayor altitud de Europa, donde se hacen, a partir de uva heida, vinos de mesa y de postre.

## Vid y viticultura
La savagnin blanc madura muy tardíamente, y puede llegar a vendimiarse en diciembre. Como su prima la gewürztraminer, es una uva temperamental, con baja producción al final.

## Sinónimos
Como se ha explicado antes, la inestabilidad genética implica del grupo traminer/savagnin hace que deba considerarse como una familia de clones relacionados entre sí, en lugar de variedades distintas. Por tanto, el análisis de ADN revelará probablemente que los siguientes nombres no son sinónimos, pero actualmente Geilweilerhof los tiene documentados como sinónimos de savagnin blanc:
Auvernat blanc, bon blanc, forment, formentin blanc, fraentsch, fromenteau, gentil blanc, gruenedel, princ bily, printsch grau, ryvola bila, schleitheimer, servoyen blanc, traminer d'ore y traminer weiss. Pueden añadirse a la lista gringet, grumin, heida y païen.
Las cosas se hacen más complejas cuando se trata de la mutación tinta, pues siendo Geilweilerhof alemán no ve diferencia entre ella y la gewürztraminer - y algunos de los nombres parecen pertenecer a la original forma con piel verde. De todos modos aquí están, con la misma advertencia ya hecha anteriormente:
Auvernas rouge, blanc brun, blanc court, bon blanc, christkindeltraube, clevner, crovena ruzica, dreimaenner, dreimannen, dreipfennigholz, drumin, duret rouge, edeltraube, fermentin rouge, fleischweiner, fourmenteau rouge, frencher, fromente, fromenteau, fuszeres, gentil rose aromatique, gentil-duret rouge, gentile blanc, gewuerztraminer, gringet, gris rouge, haiden, kirmizi traminer, klaebinger, klaevner, kleinbraun, kleinwiener, livora cervena, mala dinka, marzimmer, mirisavi traminac, nature, nature rose, noble rose, nuernberger rot, pinat cervena, piros tramini, plant paien, princ cerveny, princt cervena, ranfoliza, rotclevner, rotedel, roter nuernberger, roter traminer, rotfranken, rothklauser, rothweiner, rothwiener, rotklaevler, rotklaevner, rotklevner, rousselet, rusa, ruska, ryvola, salvagnin, sauvagnin, savagnin jaune, savagnin rosa aromatique, savagnin rose, st. klauser, termeno aromático, tramin cerveny, tramin korenny, traminac crveni, traminac diseci, traminac mirisavi, traminer, traminer aromático, traminer musque, traminer parfume, traminer rot, traminer rozovyi, tramini piros y trammener. Pueden añadirse durbacher clevner, heiligensteiner klevener, klevener de heiligenstein y savagnin rosa a esos nombres.